# Alfred Margul-Sperber

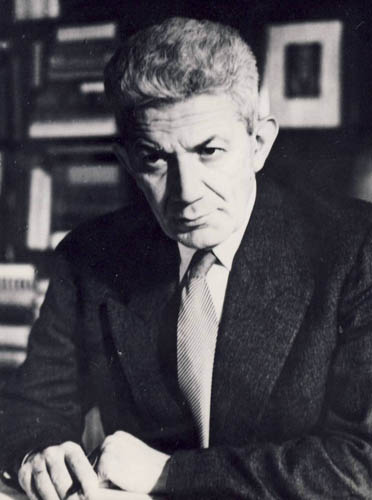
Alfred Margul-Sperber

Alfred Margul-Sperber (geboren 23. September 1898 in Storozynetz, Österreich-Ungarn; gestorben 3. Januar 1967 in Bukarest) war ein österreichisch-rumänischer Schriftsteller.

## Leben
Alfred Sperber kam am 23. September 1898 als Sohn einer deutsch assimilierten jüdischen Familie in Storozynetz in der Bukowina zur Welt. Er besuchte das Gymnasium in Czernowitz und Wien. Nach Kriegsabitur wurde er zum Militär berufen und kämpfte an der Ostfront. 1918 kehrte er in seine Heimat zurück, ging jedoch schon 1920 nach Paris, wo er mit Yvan Goll Freundschaft schloss. Nach dem Krieg kam er nach Amerika, lebte von 1921 bis 1924 in New York, war Prokurist bei der Bowery Savings Bank, Leiter des Bukowiner Sozial- und Kulturwerks und wurde Redakteur bei der New Yorker Volkszeitung. Nach der Rückkehr nach Czernowitz war er zuerst als Journalist beim „Bukowiner Provinzboten“ und 1924 beim Czernowitzer Morgenblatt tätig. Zwischen 1934 und 1940 war er Beamter in Burdujeni/Suceava, ab 1940 in Bukarest als Privatlehrer für Fremdsprachen tätig. Nach 1944 war er Redakteur beim Bukarester Rundfunk, dann Journalist und freischaffender Schriftsteller.
Die Jugendgedichte erschienen zu Sperbers Lebzeiten nur vereinzelt, in Zeitschriften und Zeitungen, die beiden Gedichtbände der Zwischenkriegszeit kamen in winzigen Auflagen in Czernowitz heraus, die geplante Kooperation mit deutschen Verlagen zerschlug sich nach Hitlers Machtergreifung. In der Zeitspanne 1951–1964 veröffentlichte er acht Gedichtbände. Sperber hat sich den damaligen engen Vorgaben des sozialistischen Realismus in Rumänien unterworfen und durch Herrscherlobgesänge und affirmative Gesellschaftshymnik konsolidiert, ohne jedoch der Partei beizutreten.
Sperber war der Förderer von Paul Celan und Rose Ausländer. Seine sozial engagierten und programmatischen Gedichte beeinflussten die Entwicklung der deutschsprachigen Literatur in Rumänien maßgeblich. Auch Zeno Einhorn gehörte zu dem Kreis deutsch-jüdischer Dichter der Bukowina, die von Alfred Margul-Sperber gefördert wurden, der auch die Veröffentlichung von Einhorns Novelle Frühling in der jüdischen Gasse bewirkte. Gedichte von Einhorn erschienen erst posthum in der von Alfred Margul-Sperber zusammengestellten Anthologie „Die Buche“.
Alfred Margul-Sperber starb 1967 in Bukarest.

## Werke
- Gleichnisse der Landschaft. Dem Gedächtnisse meiner Mutter[6], 1934
- Geheimnis und Verzicht, 1939
- Sternstunden der Liebe, 1963
- Aus der Vorgeschichte, 1964
- Ausgewählte Gedichte, 1968
- Das verzauberte Wort, 1969
- Das lyrische Werk in Auswahl, 1975
- Sinnloser Sang – Frühe Gedichte 1914–1928, mit einem Nachwort von Erich Ruchleben; Rimbaud, Aachen 2002, ISBN 3-89086-765-0
- Ins Leere gesprochen – Ausgewählte Gedichte 1914–1966, Rimbaud, Aachen 2002, ISBN 3-89086-792-8
- Jahreszeiten – Ausgewählte Gedichte, Rimbaud, Aachen 2002, ISBN 3-89086-741-3
- Die Buche – Eine Anthologie deutschsprachiger Judendichtung aus der Bukowina, zusammengestellt von Alfred Margul-Sperber. Aus dem Nachlass herausgegeben von George Gutu, Peter Motzan und Stefan Sienerth, IKGS Verlag, München 2009, ISBN 978-3-9809851-4-7

## Übersetzungen
- T. S. Eliot: The Waste Land (fälschl. The Wasteland) – Das wüste Land

- Weltstimmen. Nachdichtungen.,  Literaturverlag Bukarest 1968.

## Anthologien
- Blaueule Leid. Bukowina 1940–1944 Hg. Bernhard Albers, ISBN 3-89086-806-1
- Helmut Braun Hg.: "My dear Roisele!" Itzig Manger – Elieser Steinbarg. Jiddische Dichter der Bukowina. Illustrator Arthur Kolnik. Schriftenreihe der Rose Ausländer-Gesellschaft e. V., Band 6, Üxheim 1996, ISBN 978-3-86575-255-0[7]